# Eutrigla gurnardus
Genre
Espèce
Eutrigla gurnardus, communément appelé Grondin gris, est une espèce de poissons marins de la famille des Triglidae. C'est la seule espèce du genre Eutrigla (monotypique).